# Festival international du film de Mar del Plata 2017
Le Festival international du film de Mar del Plata 2017, 32e édition du festival, s'est déroulé du 17 au 26 novembre 2017.

## Déroulement et faits marquants
Le 25 novembre 2017, le palmarès est dévoilé. Le film Wajib de Annemarie Jacir remporte l'Astor d'or du meilleur film. L'Astor du meilleur réalisateur est remis à Valeska Grisebach pour Western). Eili Harboe remporte le prix d'interprétation féminine pour Thelma et le prix d'interprétation masculine est remporté par Mohammad Bakri pour Wajib.

## Jury
- Catalina Sandino Moreno, actrice
- Amedeo Pagani, producteur
- Érica Rivas, actrice
- Boyd van Hoeij, critique
- Édouard Waintrop

## Sélection

### En compétition internationale
- Ramiro de Manuel Mozos  Portugal
- 5 Therapy de Alisa Pavlovskaya  Ukraine
- Columbus de Kogonada  États-Unis
- Good Luck de Ben Russell  France  Allemagne
- El silencio del viento de Álvaro Aponte-Centeno  Porto Rico
- Les Gardiennes de Xavier Beauvois  France
- A fábrica de nada de Pedro Pinho  Portugal
- Wajib de Annemarie Jacir  Palestine
- Western de Valeska Grisebach  Allemagne
- Thelma de Joachim Trier  Norvège
- Primas de Laura Bari  Argentine
- Invisible de Pablo Giorgelli  Argentine
- Al Desierto de Ulises Rosell  Argentine
- The First Lap de Kim Dae-hwan  Corée du Sud

## Palmarès

### compétition internationale
- Astor d'or du meilleur film : Wajib de Annemarie Jacir.
- Astor du meilleur réalisateur : Valeska Grisebach pour Western.
- Astor de la meilleure actrice : Eili Harboe dans Thelma.
- Astor du meilleur acteur : Mohammad Bakri dans Wajib.
- Astor du meilleur scénario : The First Lap de Kim Dae-hwan.
- Prix spécial du jury : Kairiana Nuñez Santaliz dans El silencio del viento.
- Prix du public : Primas de Laura Bari.